# Abirattaix
Abirattaix  o Abīrattaš va ser rei dels cassites de Khana territori constituït pels antics regnes de Mari i Terqa, segons consta a la Llista dels reis de Babilònia.
Era fill de Kaixtiliaix I i va succeir al seu germà Uixi si realment aquest va arribar a regnar. Governava el seu territori cap a la meitat del segle xvii aC. El va succeir Kaixtiliaix II.